# Healthline
Healthlineは、主にオンラインで医療関連のニュースや情報を提供するアメリカの企業およびウェブサイト。

## 概要
Healthlineは1999年に「YourDoctor.com」として当初は設立された。アルツハイマー病から糖尿病、妊娠に至るまでさまざまなテーマを英語の情報源を基に提供している。サンフランシスコにオフィスを構えている。
2016年には「Healthline Media」は「MedicalNewsToday.com」と「MediLexicon.com」を買収した。

## 評価
2019年、WebMDを追い抜いてHealthlineはアメリカ最大の健康メディアとなり、閲覧のユニークユーザー数においても急成長をみせた。
Healthlineは自身のウェブサイトの記事をレビューし、学術研究を引用するために150人の臨床医を雇用している。